# Sauber C31
El Sauber C31 fue un monoplaza de Fórmula 1 diseñado por el equipo Sauber para competir en la temporada 2012. Fue pilotado por Kamui Kobayashi y Sergio Pérez.

## Presentación
El Sauber C31 fue presentado el 6 de febrero de 2012 en el Circuito de Jerez. El monoplaza presentó a Telmex, Telcel, Claro y Chelsea FC, entre sus anunciantes.

## Resultados
El monoplaza tuvo un excelente debut con ambos pilotos acabando en los puntos en Australia. En el GP de Malasia, el Sauber C31 logró un segundo lugar a manos de Checo Pérez quien consigue también su primer podio en la F1 a solo 2.2 segundos de Fernando Alonso.
Después de 4 carreras con un 5.º puesto como mejor resultado, Sauber regresó al top 3 en el GP de Canadá: Checo obtuvo su segundo podio, acabando en el tercer lugar; y Kobayashi finalizó 9.º.

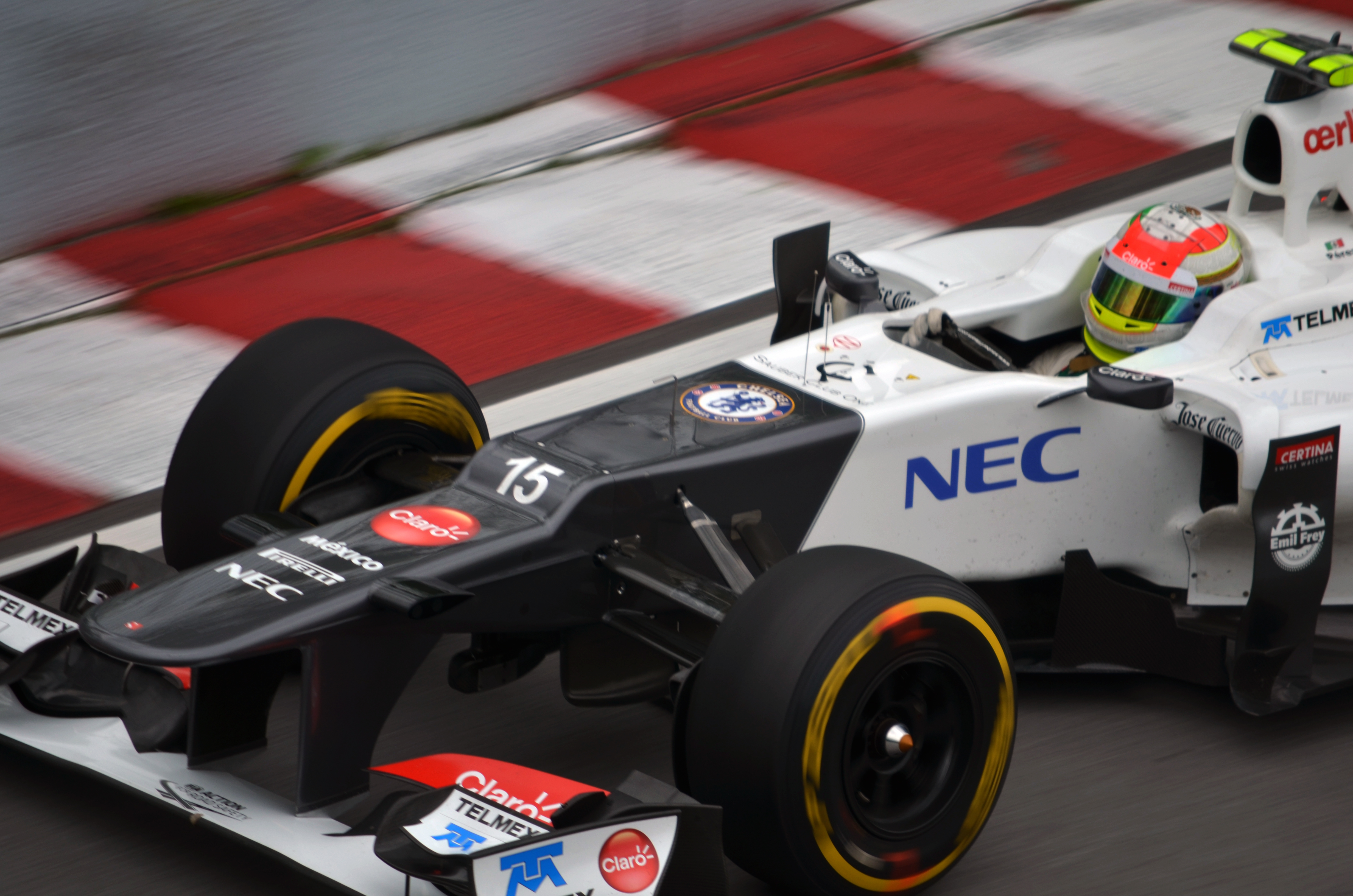
Sergio Pérez durante el Gran Premio de Canadá.

Para el GP de Alemania el equipo logra un gran resultado. Kobayashi consiguió iniciar en el puesto 12 y terminar 4.°, mientras que Pérez arrancó en el puesto 17 y concluyó en la 6.a posición otorgando al equipo 20 puntos totales para el campeonato..
Después del parón veraniego, en el GP de Bélgica los Sauber se ubicaron entre los 10 mejores de la calificación, el japonés largó segundo y el mexicano cuarto. Pero en carrera, Pérez abandonó por un accidente en la primera curva, mientras que su compañero terminó fuera de puntos.
En el Gran Premio de Italia, Pérez volvió a subir al podio, solo detrás de Lewis Hamilton, tras largar 12.º.
Para el GP de Japón ambos Saubers C31 pasaron a la Q3; Kobayashi arrancó del tercer puesto mientras Pérez lo hizo desde el quinto. Para la carrera, Kobayashi conquistó el primer podio de su carrera al quedar en el tercer puesto; mientras que Pérez abandonó por trompo en la vuelta 18.
Sauber-Ferrari terminó el Campeonato de Constructores en el sexto lugar con 126 puntos, con dos vueltas rápidas (China y Mónaco), y cuatro podios (Malasia, Canadá, Italia y Japón) Fue el mejor resultado de Sauber desde 2004 (sin contar la asociación BMW Sauber).

### Fórmula 1
(Clave) (negrita indica pole position) (cursiva indica vuelta rápida)

| Año     | Motor              | Neu. | N.º | Pilotos         | 1   | 2   | 3   | 4   | 5   | 6   | 7   | 8   | 9   | 10  | 11  | 12  | 13  | 14  | 15  | 16  | 17  | 18  | 19  | 20  | Puntos | Pos. |
| ------- | ------------------ | ---- | --- | --------------- | --- | --- | --- | --- | --- | --- | --- | --- | --- | --- | --- | --- | --- | --- | --- | --- | --- | --- | --- | --- | ------ | ---- |
| 2012    | Ferrari 056 2.4 V8 | P    |     |                 | AUS | MYS | CHN | BHR | ESP | MON | CAN | EUR | GBR | GER | HUN | BEL | ITA | SIN | JPN | RCO | IND | ABU | USA | BRA | 126    | 6.º  |
| 2012    | Ferrari 056 2.4 V8 | P    | 14  | Kamui Kobayashi | 6   | Ret | 10  | 13  | 5   | Ret | 9   | Ret | 11  | 4   | 18  | 13  | 9   | 13  | 3   | Ret | 14  | 6   | 15  | 9   | 126    | 6.º  |
| 2012    | Ferrari 056 2.4 V8 | P    | 15  | Sergio Pérez    | 8   | 2   | 11  | 11  | Ret | 11  | 3   | 9   | Ret | 6   | 14  | Ret | 2   | 10  | Ret | 11  | Ret | 14  | 11  | Ret | 126    | 6.º  |
| Fuente: |                    |      |     |                 |     |     |     |     |     |     |     |     |     |     |     |     |     |     |     |     |     |     |     |     |        |      |